# Angelo Stiller
Angelo Stiller (Monaco di Baviera, 4 aprile 2001) è un calciatore tedesco, centrocampista dello Stoccarda.

## Caratteristiche tecniche
Centrocampista versatile, agisce prevalentemente come regista grazie all'abilità nella lettura del gioco ed alla propensione all'assist; paragonato a Nuri Şahin, può essere utilizzato anche in posizione più avanzata.

## Carriera

### Club
Giovanili al Bayern Monaco
Cresciuto nel settore giovanile del Bayern Monaco, nel 2018 firma un contratto professionistico con il club bavarese di durata triennale; l'anno seguente viene aggregato alla seconda squadra con cui debutta il 31 agosto in occasione dell'incontro di 3. Liga perso 2-1 contro l'Unterhaching; divenuto in breve tempo titolare, termina la stagione con 17 presenze.
Il 15 ottobre 2020 fa il suo esordio in prima squadra giocando il secondo tempo del match di DFB-Pokal vinto 3-0 contro il Düren; il 1º dicembre seguente debutta anche in Champions League nel match della fase a gironi pareggiato 1-1 contro l'Atlético Madrid.
Hoffenheim
Il 18 gennaio 2021 il Bayern Monaco annuncia la cessione del giocatore all'Hoffenheim a parametro zero al termine della stagione;
Il 14 agosto 2021 esordisce in Bundesliga giocando da titolare il match vinto 4-0 contro l'Augusta.
Stoccarda
Il 25 Agosto 2023 passa allo Stoccarda per 5 milioni di euro. Diventa subito un titolare,alla sua prima stagione con la nuova squadra mette a segno 1 goal e 6 assist in 36 presenze.

### Nazionale
Il 27 agosto 2021 viene convocato per la prima volta in nazionale under-21; debutta il 7 settembre nel match di qualificazione per il campionato europeo vinto 6-0 contro San Marino mentre 5 giorni più tardi risulta decisivo nella vittoria per 3-1 contro la Lettonia con un gol e un assist.
Il 29 agosto 2024 viene convocato per la prima volta in nazionale maggiore, con cui esordisce il 7 settembre seguente nella vittoria per 5-0 in Nations League contro l'Ungheria.

## Statistiche

### Presenze e reti nei club
Statistiche aggiornate al 24 maggio 2025.
| Stagione          | Squadra           | Campionato        | Campionato | Campionato | Coppe nazionali | Coppe nazionali | Coppe nazionali | Coppe continentali | Coppe continentali | Coppe continentali | Altre coppe | Altre coppe | Altre coppe | Totale | Totale |
| Stagione          | Squadra           | Comp              | Pres       | Reti       | Comp            | Pres            | Reti            | Comp               | Pres               | Reti               | Comp        | Pres        | Reti        | Pres   | Reti   |
| ----------------- | ----------------- | ----------------- | ---------- | ---------- | --------------- | --------------- | --------------- | ------------------ | ------------------ | ------------------ | ----------- | ----------- | ----------- | ------ | ------ |
| 2019-2020         | Bayern Monaco II  | 3L                | 17         | 0          |                 | -               | -               |                    | -                  | -                  |             | -           | -           | 17     | 0      |
| 2020-2021         | Bayern Monaco II  | 3L                | 33         | 1          |                 | -               | -               |                    | -                  | -                  |             | -           | -           | 33     | 1      |
| 2020-2021         | Bayern Monaco     | BL                | 0          | 0          | CG              | 1               | 0               | UCL                | 2                  | 0                  |             | -           | -           | 3      | 0      |
| 2021-2022         | Hoffenheim        | BL                | 26         | 2          | CG              | 1               | 0               |                    | -                  | -                  |             | -           | -           | 27     | 2      |
| 2022-2023         | Hoffenheim        | BL                | 20         | 1          | CG              | 1               | 0               |                    | -                  | -                  |             | -           | -           | 21     | 1      |
| ago. 2023         | Hoffenheim        | BL                | 1          | 0          | CG              | 1               | 0               |                    | -                  | -                  |             | -           | -           | 2      | 0      |
| Totale Hoffenheim | Totale Hoffenheim | Totale Hoffenheim | 47         | 3          |                 | 3               | 0               |                    | 0                  | 0                  |             | -           | -           | 50     | 3      |
| ago. 2023-2024    | Stoccarda         | BL                | 31         | 1          | CG              | 3               | 0               |                    | -                  | -                  |             | -           | -           | 34     | 1      |
| 2024-2025         | Stoccarda         | BL                | 32         | 1          | CG              | 6               | 2               | UCL                | 8                  | 1                  | SG          | 1           | 0           | 45     | 4      |
| Totale Stoccarda  | Totale Stoccarda  | Totale Stoccarda  | 63         | 2          |                 | 9               | 2               |                    | 8                  | 1                  |             | 1           | 0           | 79     | 5      |
| Totale carriera   | Totale carriera   | Totale carriera   | 160        | 6          |                 | 13              | 2               |                    | 10                 | 1                  |             | 1           | 0           | 182    | 9      |

### Cronologia presenze e reti in nazionale

#### Nazionale maggiore
| Cronologia completa delle presenze e delle reti in nazionale ― Germania | Cronologia completa delle presenze e delle reti in nazionale ― Germania | Cronologia completa delle presenze e delle reti in nazionale ― Germania | Cronologia completa delle presenze e delle reti in nazionale ― Germania | Cronologia completa delle presenze e delle reti in nazionale ― Germania | Cronologia completa delle presenze e delle reti in nazionale ― Germania | Cronologia completa delle presenze e delle reti in nazionale ― Germania | Cronologia completa delle presenze e delle reti in nazionale ― Germania |
| Data                                                                    | Città                                                                   | In casa                                                                 | Risultato                                                               | Ospiti                                                                  | Competizione                                                            | Reti                                                                    | Note                                                                    |
| ----------------------------------------------------------------------- | ----------------------------------------------------------------------- | ----------------------------------------------------------------------- | ----------------------------------------------------------------------- | ----------------------------------------------------------------------- | ----------------------------------------------------------------------- | ----------------------------------------------------------------------- | ----------------------------------------------------------------------- |
| 7-9-2024                                                                | Düsseldorf                                                              | Germania                                                                | 5 – 0                                                                   | Ungheria                                                                | UEFA Nations League 2024-2025 - 1º turno                                | -                                                                       | 82’                                                                     |
| 11-10-2024                                                              | Zenica                                                                  | Bosnia ed Erzegovina                                                    | 1 – 2                                                                   | Germania                                                                | UEFA Nations League 2024-2025 - 1º turno                                | -                                                                       | 66’                                                                     |
| 14-10-2024                                                              | Monaco di Baviera                                                       | Germania                                                                | 1 – 0                                                                   | Paesi Bassi                                                             | UEFA Nations League 2024-2025 - 1º turno                                | -                                                                       | 82’                                                                     |
| 23-3-2025                                                               | Dortmund                                                                | Germania                                                                | 3 – 3                                                                   | Italia                                                                  | UEFA Nations League 2024-2025 - Quarti di finale                        | -                                                                       | 22’ 63’                                                                 |
| Totale                                                                  |                                                                         | Presenze                                                                | 4                                                                       |                                                                         | Reti                                                                    | 0                                                                       |                                                                         |

#### Under-21
| Cronologia completa delle presenze e delle reti in nazionale ― Germania under 21 | Cronologia completa delle presenze e delle reti in nazionale ― Germania under 21 | Cronologia completa delle presenze e delle reti in nazionale ― Germania under 21 | Cronologia completa delle presenze e delle reti in nazionale ― Germania under 21 | Cronologia completa delle presenze e delle reti in nazionale ― Germania under 21 | Cronologia completa delle presenze e delle reti in nazionale ― Germania under 21 | Cronologia completa delle presenze e delle reti in nazionale ― Germania under 21 | Cronologia completa delle presenze e delle reti in nazionale ― Germania under 21 |
| Data                                                                             | Città                                                                            | In casa                                                                          | Risultato                                                                        | Ospiti                                                                           | Competizione                                                                     | Reti                                                                             | Note                                                                             |
| -------------------------------------------------------------------------------- | -------------------------------------------------------------------------------- | -------------------------------------------------------------------------------- | -------------------------------------------------------------------------------- | -------------------------------------------------------------------------------- | -------------------------------------------------------------------------------- | -------------------------------------------------------------------------------- | -------------------------------------------------------------------------------- |
| 2-9-2021                                                                         | Serravalle                                                                       | San Marino under 21                                                              | 6 – 0                                                                            | Germania under 21                                                                | Qual. Europeo Under-21 2023                                                      | -                                                                                | 46’                                                                              |
| 7-9-2021                                                                         | Riga                                                                             | Lettonia under 21                                                                | 1 – 3                                                                            | Germania under 21                                                                | Qual. Europeo Under-21 2023                                                      | 1                                                                                | 74’                                                                              |
| 7-10-2021                                                                        | Paderborn                                                                        | Germania under 21                                                                | 3 – 2                                                                            | Israele under 21                                                                 | Qual. Europeo Under-21 2023                                                      | -                                                                                |                                                                                  |
| 12-10-2021                                                                       | Seghedino                                                                        | Ungheria under 21                                                                | 1 – 5                                                                            | Germania under 21                                                                | Qual. Europeo Under-21 2023                                                      | -                                                                                |                                                                                  |
| 12-11-2021                                                                       | Großaspach                                                                       | Germania under 21                                                                | 0 – 4                                                                            | Polonia under 21                                                                 | Qual. Europeo Under-21 2023                                                      | -                                                                                | 83’ 90+3’                                                                        |
| 16-11-2021                                                                       | Ingolstadt                                                                       | Germania under 21                                                                | 4 – 0                                                                            | San Marino under 21                                                              | Qual. Europeo Under-21 2023                                                      | -                                                                                | 61’                                                                              |
| 25-3-2022                                                                        | Aquisgrana                                                                       | Germania under 21                                                                | 4 – 0                                                                            | Lettonia under 21                                                                | Qual. Europeo Under-21 2023                                                      | -                                                                                |                                                                                  |
| 29-3-2022                                                                        | Petah Tiqwa                                                                      | Israele under 21                                                                 | 0 – 1                                                                            | Germania under 21                                                                | Qual. Europeo Under-21 2023                                                      | -                                                                                | cap.                                                                             |
| 3-6-2022                                                                         | Osnabrück                                                                        | Germania under 21                                                                | 4 – 0                                                                            | Ungheria under 21                                                                | Qual. Europeo Under-21 2023                                                      | -                                                                                | 61’                                                                              |
| 23-9-2022                                                                        | Magdeburgo                                                                       | Germania under 21                                                                | 1 – 2                                                                            | Francia under 21                                                                 | Amichevole                                                                       | -                                                                                | cap. 76’                                                                         |
| 27-9-2022                                                                        | Sheffield                                                                        | Inghilterra under 21                                                             | 3 – 1                                                                            | Germania under 21                                                                | Amichevole                                                                       | -                                                                                | cap.                                                                             |
| 19-11-2022                                                                       | Ancona                                                                           | Italia under 21                                                                  | 2 – 4                                                                            | Germania under 21                                                                | Amichevole                                                                       | -                                                                                | 75’                                                                              |
| 24-3-2023                                                                        | Francoforte sul Meno                                                             | Germania under 21                                                                | 2 – 2                                                                            | Giappone under 21                                                                | Amichevole                                                                       | -                                                                                | 77’                                                                              |
| 28-3-2023                                                                        | Sibiu                                                                            | Romania under 21                                                                 | 0 – 0                                                                            | Germania under 21                                                                | Amichevole                                                                       | -                                                                                |                                                                                  |
| 22-6-2023                                                                        | Kutaisi                                                                          | Germania under 21                                                                | 1 – 1                                                                            | Israele under 21                                                                 | Europeo Under-21 2023 - 1º turno                                                 | -                                                                                | 52’                                                                              |
| 25-6-2023                                                                        | Batumi                                                                           | Rep. Ceca under 21                                                               | 2 – 1                                                                            | Germania under 21                                                                | Europeo Under-21 2023 - 1º turno                                                 | 1                                                                                | 85’                                                                              |
| 28-6-2023                                                                        | Batumi                                                                           | Inghilterra under 21                                                             | 2 – 0                                                                            | Germania under 21                                                                | Europeo Under-21 2023 - 1º turno                                                 | -                                                                                |                                                                                  |
| Totale                                                                           |                                                                                  | Presenze                                                                         | 17                                                                               |                                                                                  | Reti                                                                             | 2                                                                                |                                                                                  |

## Palmares

### Club

#### Competizioni nazionali
- 3. Liga: 1

Bayern Monaco II: 2019-2020
- Coppa di Germania: 1

Stoccarda: 2024-2025